# Världsmästerskapen i kortbanesimning 2008
Världsmästerskapen i kortbanesimning 2008 ägde rum i Manchester 9–13 april 2008. Flera simmare valde att avstå mästerskapet eftersom olympiska sommarspelen 2008 ägde rum senare på året. Trots detta noterades 17 världsrekord. 

## Summering

### Förklaringar
- WR - Världsrekord
- ER - Europarekord
- CR - Mästerskapsrekord

### Herrar
| Gren:          | Guld:                                                                           | Tid         | Silver:                                                                       | Tid        | Brons:                                                                         | Tid      |
| Frisim         |                                                                                 |             |                                                                               |            |                                                                                |          |
| 50 meter       | Duje Draganja Kroatien                                                          | 20.81 WR    | Mark Foster Storbritannien                                                    | 21.31      | Gerhard Zandberg Sydafrika                                                     | 21.33    |
| 100 meter      | Nathan Adrian USA                                                               | 46.67 CR    | Filippo Magnini Italien                                                       | 46.70      | Duje Draganja Kroatien                                                         | 46.83    |
| 200 meter      | Kenrick Monk Australien                                                         | 1:43.46     | Kirk Palmer Australien                                                        | 1:43.50    | Massimiliano Rosolino Italien                                                  | 1:44.23  |
| 400 meter      | Jurij Prilukov Ryssland                                                         | 3:37.35 ER  | Massimiliano Rosolino Italien                                                 | 3:39.60    | Robert Renwick Storbritannien                                                  | 3:40.22  |
| 1 500 meter    | Jurij Prilukov Ryssland                                                         | 14:22.98 CR | David Davies Storbritannien                                                   | 14:36.30   | Mateusz Sawrymowicz Polen                                                      | 14:43.37 |
| Ryggsim        |                                                                                 |             |                                                                               |            |                                                                                |          |
| 50 meter       | Peter Marshall USA                                                              | 23.49       | Liam Tancock Storbritannien                                                   | 23.53      | Ashley Delaney Australien                                                      | 23.57    |
| 100 meter      | Liam Tancock Storbritannien                                                     | 50.14 ER    | Randall Bal USA                                                               | 50.42      | Stanislav Donets Ryssland                                                      | 50.53    |
| 200 meter      | Markus Rogan Österrike                                                          | 1:47.84 WR  | Ryan Lochte USA                                                               | 1:47.91    | Stanislav Donets Ryssland                                                      | 1:50.45  |
| Bröstsim       |                                                                                 |             |                                                                               |            |                                                                                |          |
| 50 meter       | Oleg Lisogor Ukraina                                                            | 26.46       | Mark Gangloff USA                                                             | 26.54      | Cameron van der Burgh Sydafrika                                                | 26.67    |
| 100 meter      | Igor Borysik Ukraina                                                            | 57.74 CR    | Cameron van der Burgh Sydafrika                                               | 57.92      | Oleg Lisogor Ukraina                                                           | 58.08    |
| 200 meter      | Kristopher Gilchrist Storbritannien                                             | 2:06.18     | Igor Borysik Ukraina                                                          | 2:06.21    | William Diering Sydafrika                                                      | 2:06.85  |
| Fjärillsim     |                                                                                 |             |                                                                               |            |                                                                                |          |
| 50 meter       | Adam Pine Australien                                                            | 22.78       | Sergiy Breus Ukraina                                                          | 22.86 ER   | Jevgenij Korotisjkin Ryssland                                                  | 22.94    |
| 100 meter      | Peter Mankoč Slovenien                                                          | 50.04 CR    | Adam Pine Australien                                                          | 50.54      | Nikolaj Skvortsov Ryssland                                                     | 50.78    |
| 200 meter      | Moss Burmester Nya Zeeland                                                      | 1:51.05 CR  | Nikolaj Skvortsov Ryssland                                                    | 1:51.83    | Pawel Korzeniowski Polen                                                       | 1:52.25  |
| Medley         |                                                                                 |             |                                                                               |            |                                                                                |          |
| 100 meter      | Ryan Lochte USA                                                                 | 51.15 WR    | Peter Mankoč Slovenien                                                        | 52.21 ER   | Liam Tancock Storbritannien                                                    | 52.22    |
| 200 meter      | Ryan Lochte USA                                                                 | 1:51.56 WR  | Liam Tancock Storbritannien                                                   | 1:53.10    | James Goddard Storbritannien                                                   | 1:55.15  |
| 400 meter      | Ryan Lochte USA                                                                 | 4:03.21     | Robert Margalis USA                                                           | 4:03.74    | Ioannis Drymonakos Grekland                                                    | 4:05.11  |
| Frisim lagkapp |                                                                                 |             |                                                                               |            |                                                                                |          |
| 4 x 100 meter  | Ryan Lochte Bryan Lundquist Nathan Adrian Doug Van Wie USA                      | 3:08.44 WR  | Robert Lijesen Bas van Velthoven Mitja Zastrow Robin van Aggele Nederländerna | 3:09.18 ER | Petter Stymne Stefan Nystrand Lars Frölander Marcus Pihl Sverige               | 3:10.04  |
| 4 x 200 meter  | Kirk Palmer Grant Brits Nicholas Sprenger Kenrick Monk Australien               | 6:55.65 CR  | Robert Renwick David Carry Andrew Hunter Ross Davenport Storbritannien        | 6:56.52 ER | Emiliano Brembilla Massimiliano Rosolino Nicola Cassio Filippo Magnini Italien | 6:58.39  |
| Medley lagkapp |                                                                                 |             |                                                                               |            |                                                                                |          |
| 4 x 100 meter  | Stanislav Donets Sergey Geybel Evgeny Korotyshkin Alexander Sukhorukov Ryssland | 3:24.29 WR  | Randall Bal Mark Gangloff Ryan Lochte Nathan Adrian USA                       | 3:24.38    | Daniel Bell Glenn Snyders Corney Swanepoel Cameron Gibson Nya Zeeland          | 3:27.15  |

### Damer
| Gren:          | Guld:                                                                          | Tid            | Silver:                                                                             | Tid        | Brons:                                                                             | Tid        |
| Frisim         |                                                                                |                |                                                                                     |            |                                                                                    |            |
| 50 meter       | Marleen Veldhuis Nederländerna                                                 | 23.25 WR       | Hinkelien Schreuder Nederländerna                                                   | 23.83      | Francesca Halsall Storbritannien                                                   | 24.11      |
| 100 meter      | Marleen Veldhuis Nederländerna                                                 | 52.17 =CR      | Francesca Halsall Storbritannien                                                    | 52.79      | Hanna-Maria Seppälä Finland                                                        | 52.94      |
| 200 meter      | Kylie Palmer Australien                                                        | 1:54.41        | Femke Heemskerk Nederländerna                                                       | 1:54.65    | Caitlin McClatchey Storbritannien                                                  | 1:55.15    |
| 400 meter      | Kylie Palmer Australien                                                        | 3:59.23 CR     | Camelia Potec Rumänien                                                              | 4:01.06    | Joanne Jackson Storbritannien                                                      | 4:01.11    |
| 800 meter      | Rebecca Adlington Storbritannien                                               | 8:08.25 ER, CR | Kylie Palmer Australien                                                             | 8:12.32    | Erika Villaecija Spanien                                                           | 8:13.93    |
| Ryggsim        |                                                                                |                |                                                                                     |            |                                                                                    |            |
| 50 meter       | Sanja Jovanović Kroatien                                                       | 26.37 WR       | Chang Gao Kina                                                                      | 26.70      | Katerina Zubkova Ukraina                                                           | 26.81      |
| 100 meter      | Kirsty Coventry Zimbabwe                                                       | 57.10 CR       | Katerina Zubkova Ukraina                                                            | 57.15 ER   | Sanja Jovanović Kroatien                                                           | 57.80      |
| 200 meter      | Kirsty Coventry Zimbabwe                                                       | 2:00.91 WR     | Elizabeth Simmonds Storbritannien                                                   | 2:02.60 ER | Margaret Hoelzer USA                                                               | 2:03.85    |
| Bröstsim       |                                                                                |                |                                                                                     |            |                                                                                    |            |
| 50 meter       | Jessica Hardy USA                                                              | 29.58 WR       | Kate Haywood Storbritannien Sarah Katsoulis Australien                              | 30.35      |                                                                                    |            |
| 100 meter      | Jessica Hardy USA                                                              | 1:04.22 CR     | Jade Edmistone Australien                                                           | 1:04.93    | Suzaan van Biljon Sydafrika                                                        | 1:05.38    |
| 200 meter      | Suzaan van Biljon Sydafrika                                                    | 2:18.73 CR     | Sally Foster Australien                                                             | 2:20.11    | Julija Jefimova Ryssland                                                           | 2:20.48    |
| Fjärillsim     |                                                                                |                |                                                                                     |            |                                                                                    |            |
| 50 meter       | Felicity Galvez Australien                                                     | 25.32 WR       | Hinkelien Schreuder Nederländerna                                                   | 25.40      | Inge Dekker Nederländerna                                                          | 25.60      |
| 100 meter      | Felicity Galvez Australien                                                     | 55.89 WR       | Rachel Komisarz USA                                                                 | 56.32      | Jemma Lowe Storbritannien                                                          | 56.84      |
| 200 meter      | Mary Descenza USA                                                              | 2:04.27 CR     | Felicity Galvez Australien                                                          | 2:04.90    | Jessica Dickons Storbritannien                                                     | 2:05.09    |
| Medley         |                                                                                |                |                                                                                     |            |                                                                                    |            |
| 100 meter      | Shayne Reese Australien                                                        | 59.58          | Hanna-Maria Seppälä Finland                                                         | 59.62 ER   | Kirsty Coventry Zimbabwe                                                           | 59.77      |
| 200 meter      | Kirsty Coventry Zimbabwe                                                       | 2:06.13 WR     | Mireia Belmonte Garcia Spanien                                                      | 2:07.47 ER | Hannah Miley Storbritannien                                                        | 2:08.79    |
| 400 meter      | Kirsty Coventry Zimbabwe                                                       | 4:26.52 WR     | Hannah Miley Storbritannien                                                         | 4:27.27 ER | Mireia Belmonte Garcia Spanien                                                     | 4:27.55    |
| Frisim lagkapp |                                                                                |                |                                                                                     |            |                                                                                    |            |
| 4 x 100 meter  | Hinkelien Schreuder Femke Heemskerk Inge Dekker Marleen Veldhuis Nederländerna | 3:29.42 WR     | Alice Mills Shayne Reese Kelly Stubbins Angie Bainbridge Australien                 | 3:32.00    | Francesca Halsall Caitlin McClatchey Julia Beckett Melanie Marshall Storbritannien | 3:32.88    |
| 4 x 200 meter  | Inge Dekker Femke Heemskerk Marleen Veldhuis Ranomi Kromowidjojo Nederländerna | 7:38.90 WR     | Joanne Jackson Melanie Marshall Caitlin McClatchey Rebecca Adlington Storbritannien | 7:38.96    | Bronte Barratt Angie Bainbridge Kelly Stubbins Kylie Palmer Australien             | 7:39.01    |
| Medley lagkapp |                                                                                |                |                                                                                     |            |                                                                                    |            |
| 4 x 100 meter  | Margaret Hoelzer Jessica Hardy Rachel Komisarz Kara Denby USA                  | 3:51.36 WR     | Rachel Goh Sarah Katsoulis Felicity Galvez Alice Mills Australien                   | 3:52.01    | Elizabeth Simmonds Kate Haywood Jemma Lowe Francesca Halsall Storbritannien        | 3:53.02 ER |

## Medaljställning
| Pl. | Nation         | Guld | Silver | Brons | Totalt |
| --- | -------------- | ---- | ------ | ----- | ------ |
| 1   | USA            | 10   | 6      | 1     | 17     |
| 2   | Australien     | 8    | 9      | 2     | 19     |
| 3   | Nederländerna  | 4    | 4      | 1     | 9      |
| 4   | Zimbabwe       | 4    | 0      | 1     | 5      |
| 5   | Storbritannien | 3    | 10     | 11    | 24     |
| 6   | Ryssland       | 3    | 1      | 5     | 9      |
| 7   | Ukraina        | 2    | 3      | 2     | 7      |
| 8   | Kroatien       | 2    | 0      | 2     | 4      |
| 9   | Sydafrika      | 1    | 1      | 4     | 6      |
| 10  | Slovenien      | 1    | 1      | 0     | 2      |
| 11  | Nya Zeeland    | 1    | 0      | 1     | 2      |
| 12  | Österrike      | 1    | 0      | 0     | 1      |
| 13  | Italien        | 0    | 2      | 2     | 4      |
| 14  | Spanien        | 0    | 1      | 2     | 3      |
| 15  | Finland        | 0    | 1      | 1     | 2      |
| 16  | Kina           | 0    | 1      | 0     | 1      |
| 16  | Rumänien       | 0    | 1      | 0     | 1      |
| 18  | Polen          | 0    | 0      | 2     | 2      |
| 19  | Grekland       | 0    | 0      | 1     | 1      |
| 19  | Sverige        | 0    | 0      | 1     | 1      |
|     | Total          | 40   | 41     | 39    | 120    |